# Hämozoin
Hämozoin, auch Malaria-Pigment genannt, entsteht bei der Verdauung von Hämoglobin durch den Malariaparasiten Plasmodium falciparum in dessen asexuellem intraerythrozytischen Reproduktionszyklus.

## Entstehung
Im Gegensatz zu den meisten Infektionskrankheiten wird Malaria nicht durch Viren oder Bakterien verursacht, sondern durch Parasiten. Nach der Infektion durch die Mücke Anopheles befallen die Parasiten zunächst die Hepathozyten und danach die roten Blutkörperchen. Innerhalb ihres etwa 48-stündigen Reproduktionszyklus verdauen sie das Hämoglobin; etwa 75 % des erythrozytischen Hämoglobins wird hierbei durch den Parasiten abgebaut. Durch Hydrolyse gewinnt der Parasit daraus Aminosäuren für seinen eigenen Stoffwechsel, gleichzeitig entsteht jedoch auch freies Häm, welches sowohl für den Wirt als auch den Parasiten giftig ist. Mit fortschreitender Zersetzung des Hämoglobins wird also eine Maßnahme gegen diesen Giftstoff erforderlich. Da der Parasit keine Hämoxygenase-Aktivität besitzt, wandelt er mit Hilfe des Heme Detoxification Proteins (HDP) in den Vakuolen der Erythrozyten das Häm in unlösliches kristallines Hämozoin um. Etliches über diesen Vorgang ist noch unbekannt und Gegenstand der Forschung (Stand 2020), das Protein unterscheidet sich allerdings in vielerlei Hinsicht von allen anderen Proteinen des Plasmodiums: Es lässt sich weder modifizieren noch in funktionelle Bestandteile zerlegen. HDP konvertiert in saurer Umgebung, ist thermostabil und außerdem das effizienteste bekannte hämozoinformende Protein. Sein Weg in die Vakuole des Erythrozyten via zellulärer Transportvesikel ist ebenfalls einmalig und lässt sich nicht blocken. Auch seine molekulare Masse und Position in der Vakuole sind bisher nicht bekannt.
Nach einigen Zyklen bilden sich die für Malaria charakteristischen dunklen Flecken innerhalb der befallenen Zelle. In den verschiedenen Entwicklungsstadien im Körper enthalten die Parasiten Spuren des Pigments; Medizinern ermöglicht es eine relativ schnelle lichtmikroskopische Diagnose, denn innerhalb sämtlicher Stadien seiner Entwicklung enthält der Parasit das Pigment. Den Ort dieser Biokristallisation zu ermitteln ist nicht möglich, es können nur Aussagen über den Lagerungsort des Endprodukts getroffen werden. Einige Forscher postulieren, der Prozess beginne bereits in den Transportvesikeln, der Beweis dieser Vermutung steht noch aus.
Der eigentliche Vorgang der Umwandlung ist noch nicht gut genug erforscht und wird kontrovers diskutiert, dennoch wird er allgemein als die größte Schwäche der Parasiten angesehen. Ein Medikament, welches diese Faktoren angreift und so Malaria bekämpft, konnte noch nicht entwickelt werden und auch die Wirkweisen der gängigen Mittel wie Chloroquin sind noch nicht komplett verstanden. Klar ist mittlerweile allerdings, dass die Anlagerung von Hämozoin durch das Blockieren der Ausschüttung von pyrogenen Zytokinen, beispielsweise TNF, für die charakteristischen Fieberschübe und die Malaria-Anämie verantwortlich ist.

## Entdeckung
Im Jahre 1847 wurde ein schwarz-braunes Pigment von J. F. Meckel in Blut und Milz einer Patientin beobachtet. Noch lange nach seiner Entdeckung wurde es als das Malariapigment kontrovers diskutiert. Auch nach vielfach aufgezeichneten Nachforschungen bei zahlreichen Patienten war nicht definitiv bewiesen, woher das Pigment stammte. Die Verbindung zu Malaria war um 1850 schnell festgestellt, allerdings herrschte lange Zeit der Glaube, der Körper selbst bilde dieses Pigment als Reaktion auf die Krankheit. Nachdem die Malariaparasiten entdeckt wurden, ging man davon aus, Hämozoin sei ein Melanin. 1880 stellte sich heraus, dass das Malariapigment stattdessen von den Parasiten selbst produziert wird, während sie sich in den Erythrozyten vermehren. Aufgrund der Unterschiede zwischen Hämozoin und Melanin in Bezug auf Löslichkeit und Reaktionen bei der Bleichung innerhalb vieler Experimente ließ man schließlich von der veralteten Sichtweise ab. 1891 veröffentlichten T. Carbone und W. H. Brown eine Arbeit, welche den Abbau des Hämoglobins mit der Produktion des Pigments verband und das Malariapigment als eine Form von Hämatin beschrieb. In den 1930er Jahren stellten mehrere Autoren das Hämozoin als pure kristalline Form des α-Hämatins dar und zeigten, dass die Kristalle keine Proteine enthielten. Eine Erklärung für die verschiedenen Lösungseigenschaften zwischen dem Malariapigment und den α-Hämatinkristallen wurde zu dieser Zeit nicht gefunden. Es folgten zahlreiche, vorwiegend indische Studien, welche das Pigment zum ersten Mal losgelöst von den Parasiten betrachteten. Aufgrund drastischer Isolierungsprozesse der Forscher wurden die Ergebnisse verfälscht und bestätigten die große Ähnlichkeit zum Hämatin. Jahrelang blieb diese Sichtweise bestehen, bis die Verfälschung der Ergebnisse ans Licht kam. Seitdem wird Hämozoin als Abfallprodukt eines zersetzten Hämoglobinmoleküles angesehen.
Auch heute sind weder das Malariapigment noch seine Bildung sowie die Funktion der beteiligten Proteine genügend verstanden, wird aber als eine vielversprechende therapeutische Ansatzmöglichkeit angesehen.

## Struktur
Das allgemein akzeptierte Strukturmodell verfügt über ein zentrales High-spin Eisen inmitten eines Porphyrinringes. Die Carboxygruppe des Propionylrestes geht mit dem benachbarten Ring eine schwache Bindung ein. Weiterhin gelten Wasserstoffbrücken zwischen freien Propionylresten als wahrscheinlich. Das entstehende polymere β-Hämatin wächst in die Länge, indem sich viele dieser einzelnen Hämscheiben zu einem Pseudokristall übereinander stapeln. Die Struktur an sich macht das Hämozoin schwer abbaubar und die Proteine spielen nicht in die Stabilität hinein.
Vor der Einigung auf eine Struktur wurde über die Struktur des Hämozoin lange diskutiert, beispielsweise schlug Claude Brémard 1993 das monomere High-spin-Ferriporphyrin-Modell vor.

## Inhibition
Die Bildung von Hämozoin ist ein guter Ansatz für Therapieentwicklungen. Stoppt man das Protein Hämatin, welches sich außerhalb der Kontrolle des Parasiten befindet, so wird die Bildung des Hämozoins verhindert und das giftige Häm nicht abgebaut. Viele bereits angewandte Medikamente zielen auf diese Verhinderung der Bildung von Hämozoin per Inhibition ab und töten so die Parasiten ab.
Die am besten verstandenen Medikamente mit Hämatin-Biokristallisationsinhibitoren sind Chinoline wie beispielsweise Chloroquin (Chininderivat) und Mefloquin. Sie binden das freie Häm sowie die Hämozoinkristalle und verhindern so das Andocken weiterer Einheiten.